# Frédéric Saint Jacques
Frédéric Saint Jacques est un joueur français de volley-ball né le 5 janvier 1990. Il mesure 1,78 m et joue passeur.

## Clubs
| Club              | Pays   | De        | À         |
| ----------------- | ------ | --------- | --------- |
| Tours Volley-Ball | France | 2008-2009 | 2008-2009 |